# As Pupilas do Senhor Doutor
As Pupilas do Senhor Doutor é uma série sitcom portuguesa do canal TVI, cuja acção passa-se num bordel. Tem como protagonista Carlos Cunha.

## Sinopse
A série retrata o dia a dia de um bordel do qual o senhor Valério, interpretado por Carlos Cunha, é proprietário. Para além dele no clube nocturno vivem o irmão e as pupilas, que todas as noites recebem clientes.